# Красное знамя (фабрика, Санкт-Петербург)
«Кра́сное зна́мя» — ныне несуществующая трикотажная фабрика в Санкт-Петербурге (до революции — фабрика Керстена, после приватизации — ОАО «Красное знамя»). Специализировалась на выпуске чулочно-трикотажных изделий. Являлась гигантом трикотажной промышленности СССР. Имела также производственную площадку в Выборге.

## Названия фабрики
- Ленинградское производственное трикотажное объединение «Красное знамя» ЛЕНТРИКОТАЖПРОМ Министерства текстильной промышленности РСФСР
- Ленинградская чулочно-трикотажная фабрика «Красное знамя» Министерства текстильной промышленности РСФСР
- Ленинградское производственное трикотажное объединение «Красное знамя» ЛЕНТРИКОТАЖПРОМ Министерства текстильной промышленности РСФСР
- АООТ «Красное знамя»
- ОАО «Красное знамя»

## История

### Основание и развитие фабрики до 1917 года
Фабрика ведёт свою историю от трикотажно-чулочной мастерской, основанной купцом Иваном Осиповичем Натусом в 1855 году на Гончарной улице. В 1862 году производство переместилось на набережную реки Ждановки на Петербургской стороне.
В 1866 году мастерскую приобрёл немец Фридрих-Вильгельм Керстен. Он вложил средства в расширение, модернизацию и диверсификацию производства, в итоге создав крупный производственный комплекс на Петербургской (ныне Петроградской) стороне. В 1870 году Керстен получил медаль Всероссийской мануфактурной выставки и звание потомственного почётного гражданина Санкт-Петербурга. В дальнейшем фабрикой управляло акционерное общество «В. П. Керстен».
Фабрика Керстена — Санкт-Петербургская чулочно-трикотажная фабрика и прачечная военно-учебных заведений на Большой Спасской (по названию улицы, на которой была расположена; c 1923 года Большая Спасская называется улицей Красного Курсанта) — выпускала чулки, перчатки, налокотники, фуфайки, пиджаки, рубашки, шаровары, кофты, юбки, безрукавки, платья. К началу XX века фабрика Керстена стала крупнейшим трикотажным предприятием в России. Около 3/4 продукции в 1900-е производилось по заказам русской армии и флота. Фабрика также поставляла технический трикотаж крупным предприятиям резиновой промышленности — петербургскому «Треугольнику», московскому «Богатырю», рижскому «Проводнику».
В 1895 году по проекту архитектора А. И. Аккермана было построено здание фабрики на углу Корпусной улицы и улицы Красного курсанта.
В 1902—1910 годы по проекту архитектора С. П. Кондратьева надстроены и расширены её корпуса, а в 1911 году построен доходный дом Керстена, в котором также разместилось и заводоуправление.
В 1914—1915 годах по проекту архитектора М. С. Лялевича были построены здания производственного корпуса и склада.
Перед Первой мировой войной фабрика имела связь с 184 торговыми фирмами в 81 городе России, занимала 40 % трикотажного рынка России, на ней трудилось более 50 % от общего числа работников отрасли.

### 1917—1930-е
28 марта 1917 года на фабрике был создан первый в районе социалистический Союз рабочей молодежи, чему посвящена мемориальная доска в здании фабрики.
14 февраля 1919 года фабрика была национализирована и носила названия: Спасская трикотажная фабрика и Петроградская трикотажно-чулочная фабрика РСФСР.
В 1922 году фабрика награждена Красным знаменем Труда и получила соответственное этому событию название «Красное знамя»…
В 1923 году при фабрике создан первый в Петрограде пионерский отряд. Этому событию посвящён памятный знак, расположенный около силовой станции фабрики (Пионерская ул., 57а).

#### Строительство нового комплекса
В 1920-е годы комплекс зданий фабрики был существенно расширен и переоборудован. Планировалось создать на её базе образцовое социалистическое предприятие. Для этого был привлечён архитектор из Германии Эрих Мендельсон, составивший передовой по тем временам проект комплекса зданий. Договор был подписан в Берлине. Согласно договору Э. Мендельсон вместе с инженером Ладзером привёз в Ленинград в октябре 1925 года предварительный проект, состоявший из генерального плана, нескольких вариантов и модели. Проект был одобрен и принят к дальнейшей разработке. Однако у немецких специалистов возникли разногласия с советскими архитекторами. Так, А. В. Щусев и другие архитекторы возмущались тем, что договор был заключён без проведения конкурса. Не был налажен контакт между немецким зодчим и ленинградскими архитекторами, занимавшимся привязкой чертежей к местным условиям. В 1926 году были утверждены и последующие стадии проекта, однако они подверглись критике ленинградских архитекторов. Чертежи производственных корпусов дорабатывались на месте в соответствии с местными условиями. Осуществление проекта в натуре не удовлетворило Э. Мендельсона. В 1927 году он прекратил участие в проекте и вскоре покинул Ленинград, при этом отказавшись от авторства. Из его первоначальных проектов была реализована только силовая станция фабрики.
Остальной комплекс сооружений фабрики достраивался по изменённому проекту (старший архитектор проекта — И. А. Претро, при участии арх. С. О. Овсянникова и инж. Е. А. Третьякова). Цеха строились в две очереди. Строительство первой из них завершилось в 1928—1929 годах установкой оборудования, закупленного в Германии. Вторая очередь зданий была построена в 1934—1937 годах.

## Деятельность
Фабрика «Красное знамя» специализировалась на производстве чулочно-трикотажных изделий, ассортимент выпускаемой продукции включал чулочно-носочные, бельевые изделия для всех групп населения и изделия верхнего трикотажа. Вплоть до конца 1980-х годов фабрика ежедневно перерабатывала свыше 40 тонн сырья, выпускала более 85 млн пар чулок и носков, свыше 15 млн бельевых и 3,5 млн верхних трикотажных изделий, более 6 000 тонн трикотажного полотна. Количество работников на предприятии составляло более 10000 человек, график работы осуществлялся в три смены. «Красное знамя» было гигантом трикотажной промышленности СССР, входило в тройку крупнейших предприятий легкой промышленности СССР и по объёму производства, и по количеству работающих. Также фабрика специализировалось на производстве медицинского трикотажа — голеностопов, наколенников, налокотников и бифуркаций.

### 1941—1991
В годы Великой Отечественной войны фабрика выпускала обмундирование для бойцов Ленинградского фронта и артиллерийские снаряды; 11 раз фабрика получала переходящее Красное знамя ГКО (после войны передано коллективу на вечное хранение).
В 1947 году здесь впервые в отечественной практике изготовлены капроновые чулки.
В 1958 на фабрике начали выпускать изделия из волокна «эластик», в 1960 — из полиакрилнитрильных волокон («объёмная пряжа»), лавсана, смесовых и других волокон.
В начале 1960-х на фабрике создана технология по изготовлению искусственных кровеносных сосудов.
В 1966 году фабрика награждена орденом Ленина.
В 1978 году на базе фабрики создано производственное трикотажное объединение «Красное знамя».

### Постсоветский период
8 января 1993 года чулочно-трикотажная фабрика акционируется как АООТ «Красное знамя», приватизируется и с 4 июня 1996 года преобразуется в ОАО «Красное знамя».
После приватизации на бывшей государственной фабрике, новым частным владельцем сокращается производство, а её имущественный комплекс с земельными участками становится объектом борьбы питерских криминальных ОПГ, с 1996 по 2001 годы происходит процесс захвата объекта, на фабрике неоднократно сменяются владельцы. В 2001 году гендиректором фабрики становится Капаров Богатыр Мухтарович, неоднократно выступавший фигурантом уголовных дел, однако всегда избегал наказания благодаря высоким связям.
В конечном результате всё производственное оборудование фабрики исчезло, часть бывших производственных зданий (корпусов) фабрики стала сдаваться в аренду под бизнес-центр, остальная часть была заброшена и доведена до неудовлетворительного состояния.
В 2006 году часть территории фабричного комплекса (3 га) между Пионерской, Корпусной и Большой Разночинной улицами приобрёл бизнесмен Игорь Бурдинский. На этой территории находятся 5 охраняемых государством корпусов бывшей фабрики — выявленных объектов культурного наследия, признанных памятником архитектуры. Это здание силовой подстанции, трикотажный, красильный, отбельный цеха — все 1926—1928 годов постройки, и чулочно-красильный, возведенный в 1934—1937 годы. Изначально Бурдинский сообщал о планах по их реконструкции и созданию в них многофункционального комплекса. В здании силовой станции предполагалось разместить музей современного искусства, прилегающую территорию собирались отдать под застройку отеля и жилого комплекса. В дальнейшем Бурдинский отказался от своих планов, а в 2009 году потребовал вывести корпуса из-под охраны государства по экспертизе Татьяны Славиной.
Здание клуба фабрики (по адресу Большая Разночинная улица, д.30-32, на углу с Корпусной ул.) в начале 2000-х гг. перестроено под бизнес-центр, в котором располагается, в частности, и Петроградский отдел Управления Росреестра.
В январе 2024 началась реконструкция здания для превращения его в жилые апартаменты

## Достопримечательности
Комплекс построек, относящихся к фабрике «Красное знамя», охраняется государством как объект культурного наследия (памятник архитектуры) регионального значения.

  Объект культурного наследия народов РФ регионального значения. Рег. № 781711247760005 (ЕГРОКН). Объект № 7831514000 (БД Викигида)
- Комплекс цехов (Пионерская ул., 53) (1926—1928, арх. Э. Мендельсон, И. А. Претро, С. О. Овсянников, инж. Е. А. Третьяков):
  - Главный трикотажный цех
  - Красильный цех
  - Отбельный цех
  - Чулочно-красильный цех (не включен в ЕГРОКН)

Также охраняются государством:
- Силовая станция (ТЭЦ) фабрики «Красное знамя» (Пионерская ул., 57 / Корпусная ул., 13) — памятник конструктивизма, арх. Э. Мендельсон, 1925—1926. 
  Объект культурного наследия народов РФ регионального значения. Рег. № 781711247760005 (ЕГРОКН). Объект № 7801100000 (БД Викигида)
- Комплекс построек чулочно-трикотажной фабрики «В. П. Керстен» (ул. Красного Курсанта, 25, 27; Корпусная ул., 1) — памятники промышленной архитектуры начала XX века.

 Объект культурного наследия народов РФ регионального значения. Рег. № 781721204390005 (ЕГРОКН). Объект № 7831509000 (БД Викигида)
- - Главный производственный корпус (ул. Красного Курсанта, 27-31 / Корпусная ул., 1): 1895, арх. А. И. Аккерман; 1900-е, расширение, гражд. инж. С. П. Кондратьев.
  - Производственный корпус (там же, 1910-е).
  - Здание столовой (там же, конец XIX века, автор не установлен; 1902—1903, гражд. инж. С. П. Кондратьев).
  - Здание фабричного управления и доходный дом (ул. Красного Курсанта ул., 25, 1911, гражд. инж. С. П. Кондратьев).
- Детский сад фабрики «Красное знамя» (Большая Разночинная улица, 27 / Корпусная ул., арх. Г. П. Любарский, Т. М. Шапиро (?) 1934—1938.

 Объект культурного наследия народов РФ регионального значения. Рег. № 781410077190005 (ЕГРОКН). Объект № 7831514005 (БД Викигида)
Кроме того, рядом с силовой станцией установлена стела в память создания первой пионерской организации.

## Контакты
- Руководство: Капаров Богатыр Мухтарович — генеральный директор, Бурлакова Татьяна Алексеевна — заместитель генерального директора[3].

Дочернее предприятие — ЗАО «Выборгская чулочная фабрика „Красное знамя“»:
- Почтовый адрес: 188800, Ленинградская область, Выборг, Рыбный пер., д. 6